# St. Gallen
St. Gallen (în germană Sankt Gallen; în franceză Saint-Gall) este capitala cantonului St. Gallen din Elveția. A evoluat din mănăstirea fondată în secolul al VII-lea de Sfântul Gallus, misionar irlandez. În prezent este un oraș cosmopolit cu bune legături de transport către restul țării și Germania învecinată. Populația numără 74.867 de locuitori (noiembrie 2003).
Gustav al IV-lea Adolf, fost rege al Suediei, și-a petrecut ultimii ani din viață în St. Gallen, unde a murit în 1837.
O clădire notabilă din oraș este Abația Sankt Gallen (mănăstire benedictină), înscrisă în anul 1983 pe lista patrimoniului cultural mondial UNESCO. Această mănăstire este faimoasă și pentru că aici a trăit și a murit ca martiră cuvioasa Wiborada, ucisă în 926 de maghiarii care năvăliseră în acea parte a Europei. A fost canonizată de papa Clement al II-lea în anul 1047. 

## Personalități
- Prințul Constantin de Liechtenstein (1972 - 2023).

## Galerie de imagini

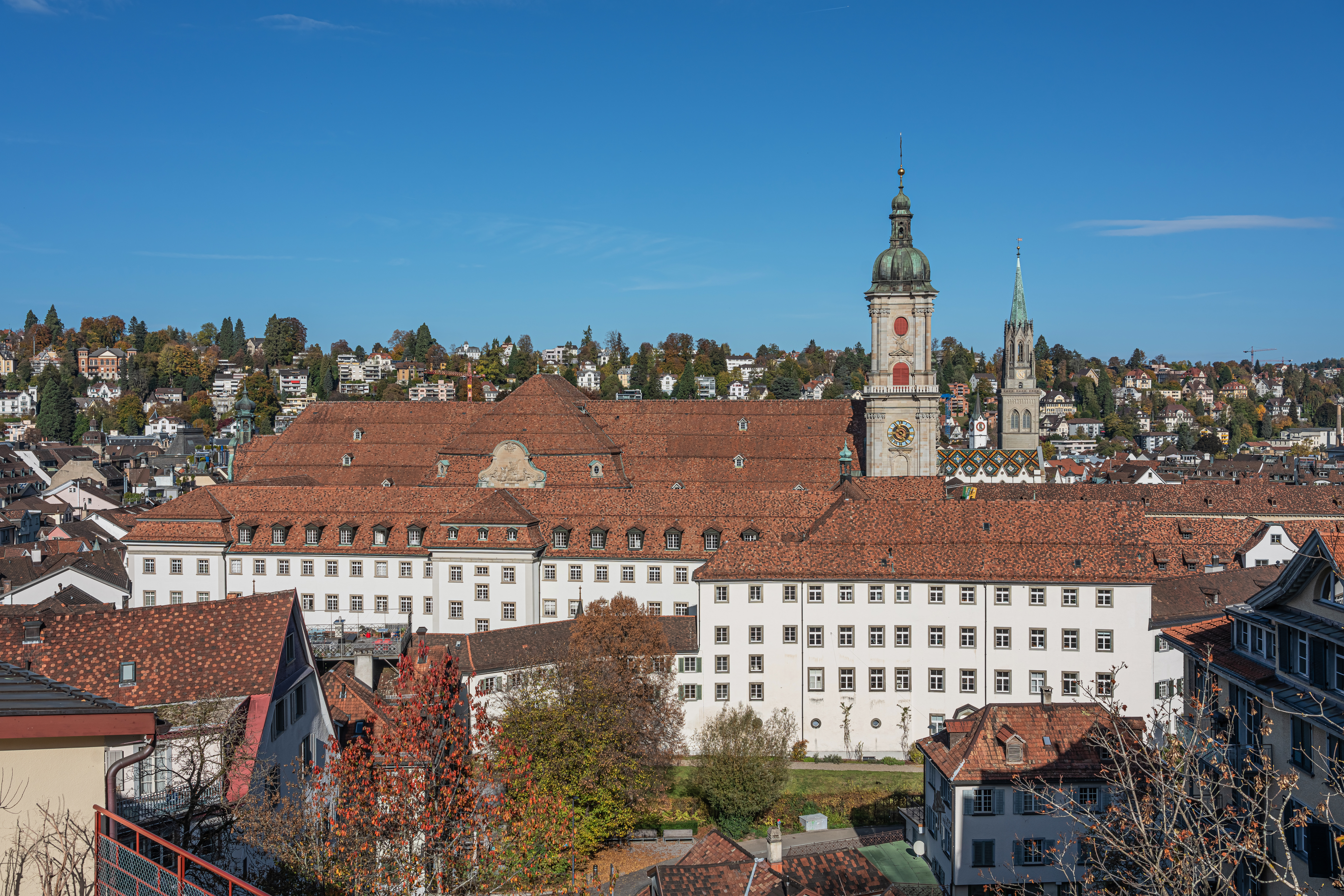
St. Gallen (mănăstirea benedictină Sf.Gall)
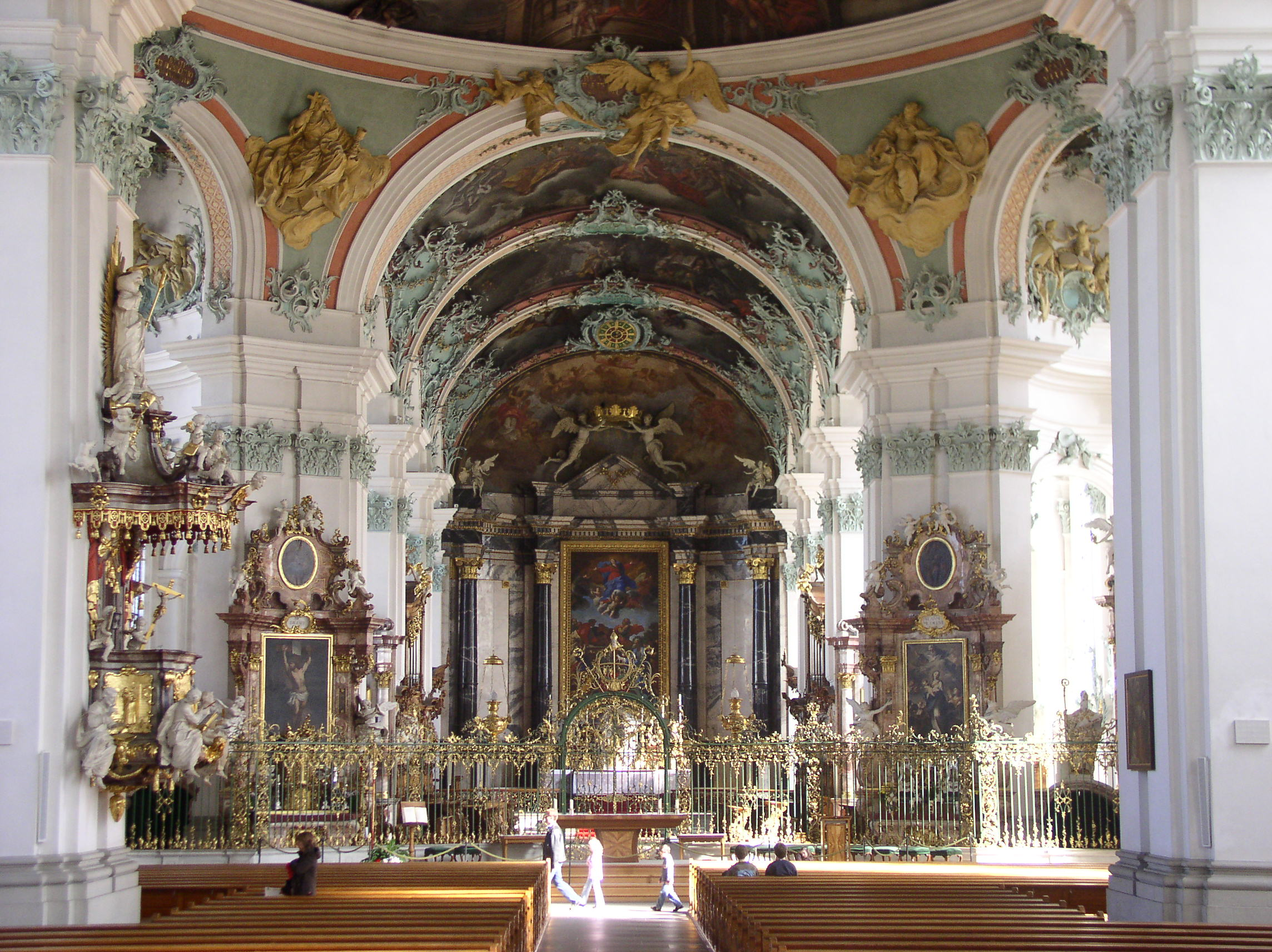
St. Gallen (Interiorul mănăstirii benedictine Sf.Gall)
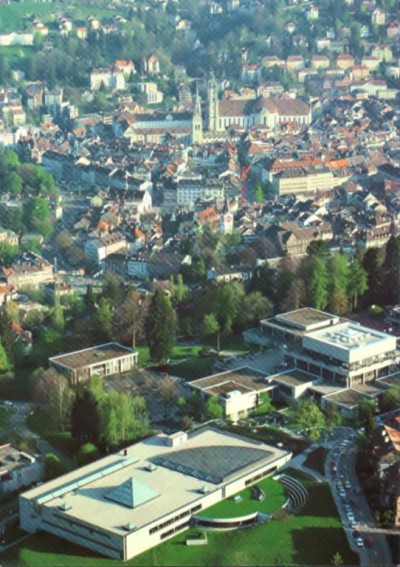
St. Gallen (vedere asupra orașului; Universitatea se află în prim plan)